# 达尔里阿达

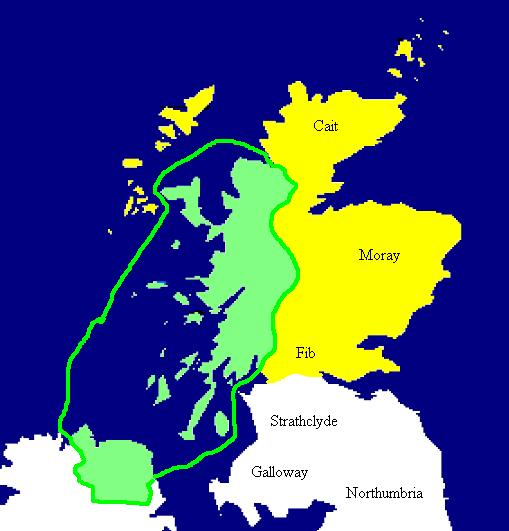
達爾里阿達全盛時期疆域（綠色）

達爾里阿達（盖尔语：Dál Riata、Dál Riada或Dalriada）是盖尔人在498年—850年建立的王國。其疆域包括蘇格蘭西部和愛爾蘭東北部的阿爾斯特省。6世紀—7世紀，发展到鼎盛。

## 外部連結
- 蘇格蘭想公投獨立他兄弟威爾斯卻一點也不想怎麼會這樣 （页面存档备份，存于）